# Une Année
Une Année  é o primeiro álbum de estúdio do grupo feminino sul-coreano Apink. Foi lançado em 9 de maio de 2012, e marcou o último lançamento com a ex-integrante Yookyung. A faixa-título, "Hush", foi usada para promover o álbum. 

## Antecedentes e composição
O álbum foi lançado em 9 de maio de 2012. Duas das músicas do álbum, "I Got You" e "Up To The Sky", foram feitas em colaboração com Joker. O grupo também trabalhou com conhecidos líricos e produtores como Shinsadong Tiger, Super Changddai e Kim Geonwoo.[carece de fontes?] Em uma entrevista, o grupo disse que queria mostrar seus diferentes charmes, e que elas também podem apelar para outras pessoas.

## Singles
O primeiro single do álbum, "April 19th", foi lançado digitalmente em 19 de abril de 2012. A música foi usada como um presente para seus fãs, para celebrar o aniversário de um ano desde o debut do grupo. A música foi composta por Kim Jin Hwan, e a letra foi escrita pela líder do Apink, Park Chorong. A balada estilo pop realça os vocais desenvolvidos das garotas, e a harmonia moderna e refrão dinâmico adiciona mais charme à música.
A faixa-título do álbum, "Hush" é uma música charmosa e tem um cativante instrumental pop. A música e o conceito permitem ao grupo mostrar um lado mais maduro. Na música, as garotas mandam uma mensagem de encorajamento a todos que sonham de uma história de amor doce, mas é muito tímido para revelar seus sentimentos.
O terceiro single, "Bubibu", foi lançada digitalmente em 6 de julho de 2012. O single foi escolhido em uma enquete on-line, no site da empresa de TV Mnet, na qual o grupo perguntou aos fãs qual deveria ser a música que acompanharia as promoções de "Hush". Os fãs puderam escolher entre "Bubibu" e "Cat", onde "Bubibu" ganhou com 87,8% dos votos. Na versão single da música, há um remix.

## Lançamento e promoções
Paara promover o álbum, o grupo performou a faixa-título, "Hush" em vários programas musicais, começando pelo M! Countdown em 10 de maio de 2012. Elas também fizeram aparições semanais para performar a música no Music Bank (KBS), e no Inkigayo (SBS). Para começar as promoções do álbum, elas também performaram as músicas "April 19th" e "Bubibu". O grupo concluiu as promoções em 29 de julho, no Music Bank.
No começo de julho, elas retomaram as promoções, desta vez promovendo "Bubibu", o terceiro single digital do álbum.

## Vídeos
O teaser para a música-título, "Hush", foi lançado em 7 de maio de 2012, enquanto o vídeo foi lançado em 8 de maio.

## Lista de faixas
| N.º            | Título                                   | Duração |  |
| 1.             | "Une Annee"                              | 0:57    |  |
| 2.             | "Hush"                                   | 3:30    |  |
| 3.             | "고양이" (Cat)                           | 3:33    |  |
| 4.             | "4월 19일" (April 19th)                  | 4:19    |  |
| 5.             | "Bubibu"                                 | 3:40    |  |
| 6.             | "Step"                                   | 3:38    |  |
| 7.             | "Boy"                                    | 3:04    |  |
| 8.             | "I Got You"                              | 3:19    |  |
| 9.             | "하늘 높이" (Up To The Sky (feat. Joker) | 3:25    |  |
| Duração total: | Duração total:                           | 29:15   |  |

## Charts
| Parada           | Posição mais alta Posição |
| ---------------- | ------------------------- |
| Gaon Album chart | 4                         |

| Fornecedor (2012)   | Quantidade |
| ------------------- | ---------- |
| Gaon physical sales | 20,855     |

### Chartdos singles
| "Hush" | 11 | 13 |

## Outras músicas nascharts
| Title                     | Posição mais alta |
| Title                     | KOR               |
| ------------------------- | ----------------- |
| "4월 19일"                | 44                |
| "Bubibu"                  | 20                |
| "하늘 높이 (Feat. Joker)" | 156               |
| "Step"                    | 170               |
| "고양이"                  | 175               |
| "I Got You"               | 187               |
| "Boy"                     | 189               |